# Forró do Simão
Forró do Simão är en popgrupp som gör dansant musik. Medlemmarna är från Sverige, Brasilien och Venezuela. Gruppen är inspirerad av europeisk popmusik och den brasilianska populära genren "forró".